# 北因弗內斯海蘭茲 (佛羅里達州)
北因弗內斯海蘭茲（英語：Inverness Highlands North）是位於美國佛羅里達州西特拉斯縣的一個人口普查指定地區。

## 地理
北因弗內斯海蘭茲的座標為28°51′51″N 82°22′40″W / 28.86417°N 82.37778°W，而該地最高點為海拔高度17米（即56英尺）。

## 人口
根據2010年美國人口普查的數據，北因弗內斯海蘭茲的面積為5.00平方千米，當中陸地面積為4.90平方千米，而水域面積為0.10平方千米。當地共有人口2401人，而人口密度為每平方千米480人。